# クロース:孤独のボディーガード
『クロース:孤独のボディーガード』は、ヴィッキー・ジューソン監督によるノオミ・ラパス主演の2019年のアクションスリラー映画。ラパスのキャラクターは、世界有数の女性ボディーガードの1人であるJacquie Davisのキャラクターに基づいており、彼女のクライアントにはJ・K・ローリング、ニコール・キッドマン、および英国王室のメンバーが含まれている。この映画は、Netflixによって2019年1月18日に配信された。 

## あらすじ
南スーダンで、ボディーガードのサム・カールソンは、ジャーナリスト2名と移動中に車両が地元の武装集団に襲撃される。しかし、機転を利かせることによって、武装集団を撃退し、その場を脱出することに成功する。 
最近亡くなったビジネス界の大物エリック・タナーの問題児であり相続人でもあるゾーイ・タナーは、彼の会社であるハシン・マイニング社の父親の株式がすべて残されていることを発見した。 これは彼女の継母であるリマ・ハシンに衝撃、そして怒りを与えることになった。彼女の家族は会社を設立し、エリックのCEOとしての地位を引き継いでいたのだ。リマは、ザンビアでのリン酸塩採掘に関する10億ドルの取引の交渉に成功したので、自らが取引を完了させる間、モロッコの家族の家に同行することを要求する。 
リマは、ゾーイとセックスをした以前の男性ボディーガードを解雇し、サムをゾーイのボディーガードとして雇った。家族の要塞化されたカスバに到着すると、ゾーイは、サムが給料を支払われたフルタイムのままで夜を過ごすことを要求する。その夜遅くに、セーフハウスのセキュリティシステムが破られ、建物はロックされ、住民が閉じ込められる事態が発生する。重武装した侵入者は、セキュリティチームの複数のメンバーを殺害し、ゾーイの部屋に向かう途中で警備主任のアリックを殺した。 
ゾーイはサムと一緒にその場を脱出し、警官に遭遇することで警察に保護されることになった。 警官たちは警察署に連行していることを保証するが、ゾーイ（アラビア語を話すことができる）は彼らが私的な住所とお金について話し合うのを耳にする。サムは警官と戦い武装解除することに成功するが、結局ゾーイがサムの銃で警官の1人を撃ってしまう。二人は徒歩でカサブランカに逃げ、ホテルに避難する。 一方で、事件のニュースにより、ハシン・マイニング社の株価が大幅に下落し、競合他社のシコン・マイニング社に取引の交渉権が盗られる可能性が出てきた。 
サムはゾーイを国外に連れ出すことを約束し、後に上司のコナールが加わることになる。彼らの脱出計画は、3人が家族としてタンジェに旅行していて、フェリーでもってスペインに連れて行くことにする。 彼らはホテルでコナールを殺した男性に待ち伏せされてしまう。サムは、激しく抵抗し、二人の男を殺すことによってゾーイが連れて行かれることを防ぐ。 
パスポートなしでは出国できないので、サムとゾーイはリマに会うためにハシン・マイニング本社に向かう。 そこで、彼らはホテルから出てきた不審な男性たちのうちの一人と一緒にいる彼女を駐車場で目撃する。二人は彼を追って地元のマリーナまで行くが、サムの存在が気づかれてしまい、二人は戦うことになる。サムは大きな釣り針で彼を突き刺し、財布を奪う。財布から、サムとゾーイは彼が警察官であり、リマの家のセキュリティシステムへのログインの詳細を持っていたこと知る。 
販売会社との会談中に、リマはエレベーターにて競合他社のシコン社の副CEOワットに、交渉の放棄を要求され、ゾーイの身の安全が脅かされることを仄めかされる。サムとゾーイは放棄されたセーフハウスに戻り、ゾーイはサムが以前16歳で養子縁組を申し出た子どもがいたことを発見する。鉱山の取引を完了するための会議中に、リマは家のセキュリティシステムによって自分の電話にアクセスがあったという通知を受け取り、鉱山の取引に署名せずにその場を退出する。家は汚職警官のグループに囲まれており、彼らはリマと一緒に働いているカサブランカの刑事に屋内に入る許可を与えることはなかった。 
リマがヘリコプターで到着し、彼女は脅迫されていること、そして自らの人生の試みに責任がないことをゾーイに明らかにする。ゾーイとサムが介入し、最終的に彼女を救うが、彼女は傭兵と汚職警官に攻撃される。サムは手首に負傷しています。 ゾーイとリマが安全になり、脅迫が終わると、サムは家に帰りますが、ゾーイに娘を呼ぶと約束します。 

## キャスト
※括弧内は日本語吹替。
- サム・カールソン - ノオミ・ラパス（朴璐美）

ゾーイを保護するために割り当てられたボディーガード（Close Protection Officer: CPO）。
- ゾーイ・タナー - ソフィー・ネリッセ（安藤瞳）

ハシン・マイニング社の相続人で、リマの継娘。
- コナール・シンクレア - エオイン・マッケン（津田英佑）

サムの上司であり友人。
- リマ・ハシン - インディラ・ヴァルマ（深見梨加）

ハシン・マイニング社のCEOで、ゾーイの継母。
- アリック - Akin Gazi

ハシン・マイニング社の警護主任。
- ダマリ - Mansour Badri

モロッコの汚職警官。
- ズベリ - Abdesslam Bouhssini

リマのために働くモロッコ国家警察の刑事。
- ナビル - George Georgiou

傭兵グループのリーダー。
- ワット・リー - Kevin Shen

シコン・マイニング社の副CEO。
- クレア - Mimi Keene

日本語吹替その他：ふくまつ進紗、荒井勇樹、島田岳洋、長野伸二、加藤和将、赤坂柾之、岩城泰司、吉富英治、幕田有里、坂本悠里、矢尾幸子、森川美咲
日本語版制作スタッフ 演出：乃坂守蔵、翻訳：鈴木織絵、制作：ブロードメディア・スタジオ

## 製作
主要撮影は2017年8月に始まり、撮影はパインウッド・スタジオ、ロケーション撮影は、ロンドン、カサブランカ、マラケシュで行われた。この映画は、2017年の脚本段階でWestend Filmsによって11の地域に先行販売された。2018年、Netflixが映画の配信権を取得した。

## 公開
予告編は2019年1月3日公開。映画本編は2019年1月18日にNetflixによって公開された。

## 評価
批評まとめサイトのRotten Tomatoesは、31件のレビューに基づいて39％の支持率、加重平均5.3/10を報告した。映画に対する批判的な意見として次のように述べられている。“「クロース:孤独のボディーガード」は、典型的なアクションスリラーだが、男性よりも女性が活躍するという面において好意的に受けとられている。一方で、残念ながら、それ以外は退屈で真新しさはない”。8つのレビューに基づいてMetacriticは、この映画を51/100と評価し、「混合または平均的なレビュー」であると示している。